# The Ukrainians
The Ukrainians (англ. «Українці») — британський фольк-роковий гурт, що грає українську музику із сильним впливом західного пост-панку.
Співають переважно українською мовою обробки народних пісень, а також — переклади хітів панк-року. Створений гурт у місті Лідс у 1990 році на основі успіху на радіо «Українських виступів в Джона Піла» гурту Весільний подарунок (The Wedding Present). Гурт здійснив кілька концертних турів практично по всьому світі, зокрема з 1990 по Україні. У 2012 запис виступу гурту, серед 26 лауреатів, був виданий у ювілейній збірці після обрання його на легендарному шоу Джона Піла з тисяч кандидатур від Джимі Гендрикса та Лед Цеппелін до Нірвани.

## Історія
Гурт The Ukrainians було створено 1990 року гітаристом Пітером Соловкою, співаком/скрипалем Леном Ліґґінсом та музикантом Романом Ремінесом (мандоліна), після того, як всі троє взяли участь у записі альбому Українські виступи в Джона Піла гурту Весільний подарунок, що вийшов 1989 року. Після успіху цього альбому, тріо почало співати та записувати пісні українською мовою як окремий гурт.
У 1991 році, його перший міні-альбом, «Ой дівчино» (Oi Divchino), було визнано Синглом Тижня британським музичним тижневиком, New Musical Express. Примітно, що відео для цього релізу знімали в радянському Києві, що робить колектив першим західним гуртом, який зробив відео повністю в Східній Європі. Шаблон:Об'єктивність джерела?
Після виходу першого альбому гурт почав отримувати запрошення на численні фестивалі в Британії та решті Європи. У проміжках між виступами гурт записує другий альбом «Ворони». 1993 року на запрошення Міністерства Культури України гурт приїздить до України. Під враженням від цієї поїздки The Ukrainians записує альбом «Культура», що став культовим.
Втомившись від життя «на колесах», музиканти поступово скорочують кількість живих виступів. У 2000 році вони випускають збірку найкращих «живих» виступів гурту і дають серію концертів на підтримку альбому. У 2002 виходить сингл «Anarchy in the UK» — кавер-версії пісень Sex Pistols в перекладі українською.
На початку 2003 року вийшов у світ альбом «Respublika». Він являє собою поєднання українських народних пісень, виконаних у стилі британського панк-року, і українських версій пісень «Anarchy in the UK» та «Pretty Vacant» гурту Sex Pistols.

## Склад
- Пітер Соловка (Peter Solowka) — гітара,
- Лен Ліґґінс (Len Liggins) — скрипка i вокал,
- Майкл Вест (Michael L.B. West) — гітара,
- Пол Везерхед (Paul Weatherhead) — мандоліна,
- Степан Тимрук (Stepan Tymruk) — акордеон,
- Аллан Мартін (Allan Martin) — бас-гітара,
- Вуді (Woody) — ударні інструменти,
- Степан Пасічник — акордеон.

## Доробок

### Альбоми
- 1991 — The Ukrainians
- 1993 — Vorony
- 1993 — Live In Germany
- 1994 — Kultura
- 2001 — Drink To My Horse
- 2002 — Respublika
- 2004 — Istoriya
- 2007 — Live in Czeremcha
- 2009 — Hungarian Dance
- 2009 — Diaspora
- 2015 — A History of Rock Music in Ukrainian
- 2019 — Summer in Lviv

### Збірки
- #1 International Ukrainian Group (Cooking Vinyl Records GUMBOCD028 — липень 2002)
- Istoriya — The Best of The Ukrainians (Zirka Records ZRKCD4 — квітень 2004)
- 20 Years (Best of) (2011)

### Сингли,міні-альбоми
- Oi Divchino (Cooking Vinyl Records FRY 019T — 1991)
- Pisni Iz The Smiths (Cooking Vinyl Records FRY CD 023—1992)
- Radioactivity (Cooking Vinyl/Indigo LC7180 — 1996)
- Nothing Compares 2 U (Cooking Vinyl Records FRY CD 071—1998)
- Anarchy in the UK (Zirka Records ZRKCDS2 — червень 2002)
- Revolutsiya — Songs about revolution (2015)

### Окремі збірки, до яких увійшли пісні «The Ukrainians»
- Knowing Where It all Leeds (Stolen Sounds Records BLAG 4 — 1991)
- Tanz und Folkfest Rudolstadt '93 (Hei Deck RUCD 93-1 — 1993)
- Kolo — The Ukrainian Music of Britain (Association of Ukrainians of Great Britain — 1998)